# バスケットボールチリ代表
バスケットボールチリ代表（Chile national basketball team）は、チリバスケットボール連盟により国際大会に派遣されるバスケットボールのナショナルチームである。
1950年代には国際大会の常連であり、世界選手権では2度3位に輝いた。

## 主な国際大会成績
- オリンピック
  - 1936年：9-14位
  - 1948年：6位
  - 1952年：5位
  - 1956年：8位
- W杯の成績
  - 1950年：3位
  - 1954年：10位
  - 1959年：3位
- アメリカップの成績